# Wesendonck-Lieder

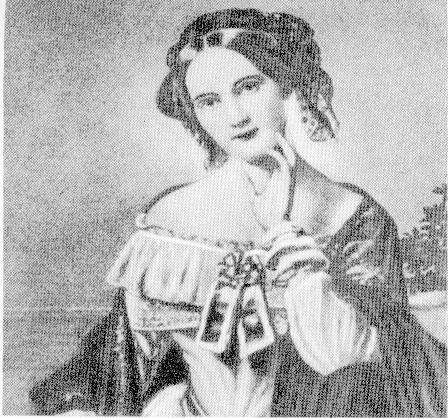
Mathilde Wesendonck

Wesendonck-Lieder (Wesendoncksånger) är en cykel av fem sånger (lieder) av Richard Wagner, till text av Mathilde Wesendonck (1828–1902). Sångerna tillkom 1857–1858 i Zürich, där Wagner vistades efter att ha tvingats i landsflykt eftersom han deltagit i revolutionen i Dresden år 1848. Mathilde Wesendonck var hustru till den förmögne silkeshandlaren Otto Wesendonck. Hon och Wagner hade ett vänskaps- och, åtminstone från hans sida, kärleksförhållande som stimulerade Wagner att lägga åt sidan arbetet med Nibelungens ring för att skriva Tristan och Isolde. Wesendonck-sångerna skrevs samtidigt med Tristan och verken har vissa melodiska och harmoniska element gemensamma. När Wagner publicerade sångerna 1862 fällde han kommentaren att Im Treibhaus och Träume var "Studier för Tristan och Isolde".

## Sångerna i cykeln
- Der Engel, Ängeln
- Stehe still!, Stanna upp
- Im Treibhaus, I växthuset
- Schmerzen, Smärtor
- Träume, Drömmar